# Robert Bevan
Robert Polhill Bevan (ur. 5 sierpnia 1865 w Hove, zm. 8 lipca 1925 w Londynie) – angielski malarz i litograf. Założyciel Grupy Camden Town, Grupy London i Cumberland Market Group.
Urodził się w rodzinie kwakrów, mając siedemnaście lat opuścił Walię i zamieszkał w Londynie. Pierwszym nauczycielem rysunku był Arthur Ernest Pearce, który przygotował Roberta do studiów w Westminster School of Art. Rozpoczął je w 1888, aby po dwóch latach wyjechać do Paryża i wstąpić do Académie Julian. W tym samym roku po raz pierwszy zachęcony przez przyjaciela Erica Forbes-Robertsona odwiedził Bretanię i zatrzymał się w Pont-Aven. Po raz kolejny przebywał tam jesienią 1891 przed wyjazdem do Maroka, w drodze do Madrytu, gdzie planował zapoznać się z twórczością Diego Velázqueza i Francisca Goi z pierwszej ręki. Podróż odbywał w towarzystwie Josepha Crawhalla i George’a Denholma Armoura, którzy zarzucali mu, że wolał polować na lisy niż wybierać się z nimi na wspólne plenery. Z Maroka powrócił do Bretanii w 1893, mimo braku dowodów na spotkanie artysty z Vincentem van Goghem na tek okres datuje się początek podobnego przedstawiania krajobrazów bretońskich i sposobu malowania roślinności. Był zaprzyjaźniony z Paulem Gauguinem, z którym wymieniał swoje doświadczenia artystyczne oraz z Augustem Renoirem, od którego zaczerpnął sposób malowania koni. W obrazach powstałych w Pont-Aven widać wyraźny wpływ syntetyzmu.

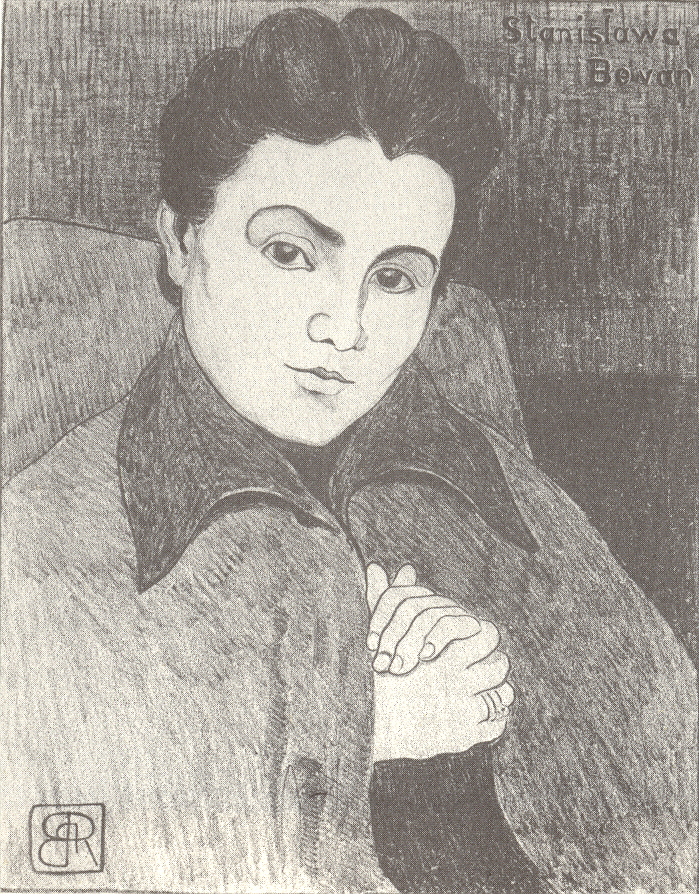
Portret żony, litografia (1898)

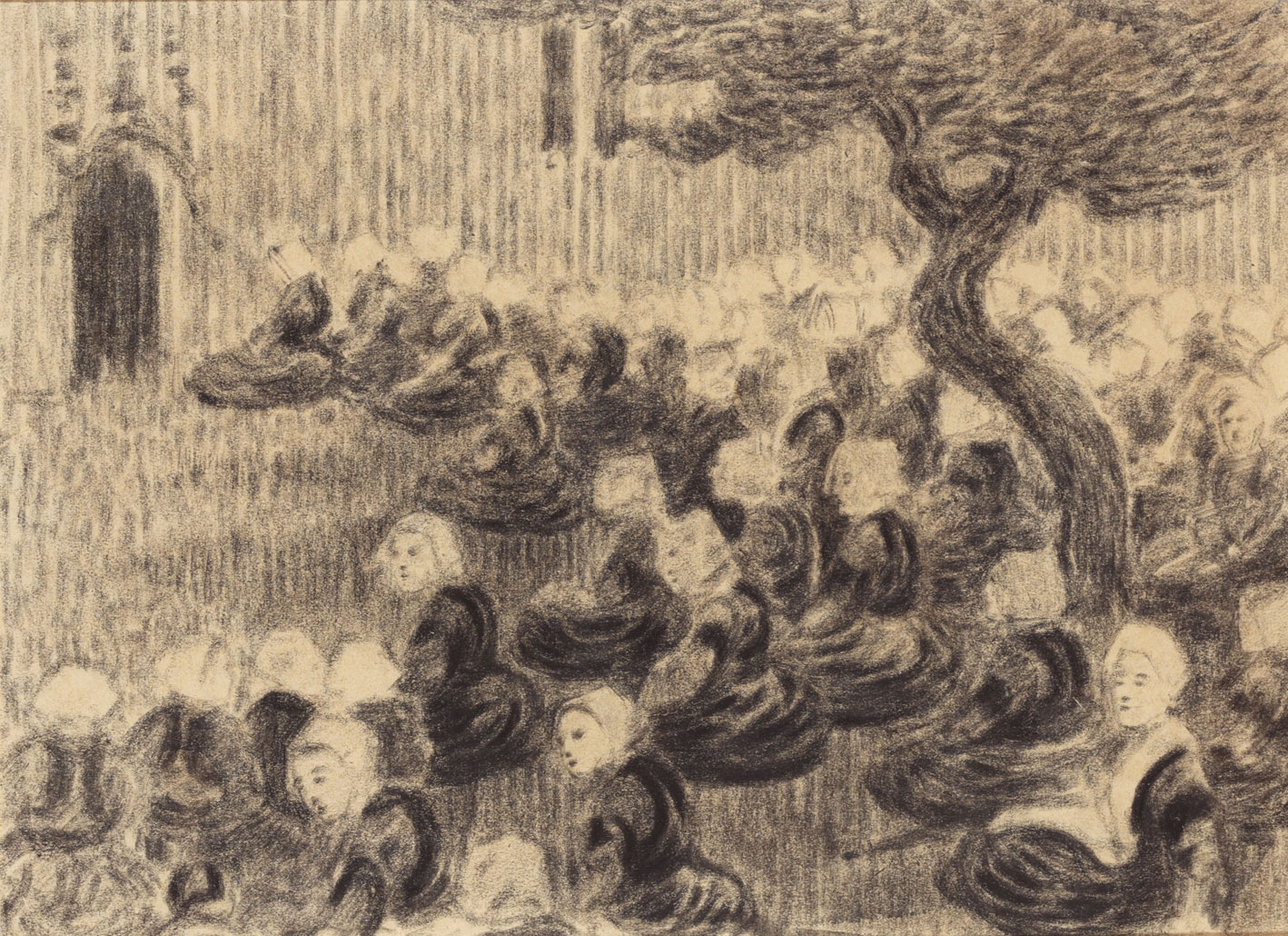
Breton Churchyard, (1893)

Latem 1897 był w Jersey świadkiem na ślubie swojego przyjaciela Erica Forbes-Robertsona z Polką, Janiną Flamm, i na tej uroczystości poznał malarkę Stanisławę de Karłowską, którą poślubił 9 grudnia tego samego roku w Warszawie. Para miała dwoje dzieci, córkę Edith Halinę ur. 1898 (zamężną z Charlesem Baty) i syna Roberta Alexandra ur. 1901. Stanisława de Karłowska odziedziczyła ziemie we Wszeliwach, w okolicach Łowicza, w Polsce i Bevanowie spędzali tam wakacje, jest pewne, że byli tam w 1901, 1903 i 1904. Ten czas Robert Bevan poświęcał na plenery malarskie i tworzył jedne z najbardziej barwnych obrazów w swojej twórczości, z sukcesem prowadził próby nad czystością stosowanych barw, co doprowadziło w 1904 jego styl do wdrożenia zasad fowizmu. Pierwsza wystawa indywidualna w 1905 przedstawiała obrazy namalowane w stylu, który dopiero miał stać się powszechnie stosowany. Takie wyprzedzenie swoich czasów sprawiło, że wystawa została pominięta przez krytyków, a co za tym nie przyniosła sukcesu komercyjnego. Kolejna wystawa, w której uczestniczył, miała miejsce w 1908, pokazane wówczas obrazy Bevana posiadały paletę barw typową dla dywizjonizmu i puentylizmu. W tym samym roku artysta przekazał pięć swoich prac do Allied Artists Association na wystawę w Albert Hall, aby pokazać swoją twórczość stowarzyszeniu założonemu przez Franka Ruttera, aby promować artystów progresywnych na zasadach podobnych do francuskiego Salon des indepentents. Twórczość Bevana została zauważona przez Harolda Gilmana i Spencera Gore, którzy zachęcili go, aby przyłączył się do stworzonej przez Waltera Sickerta Fitzroy Street Group. Sickert głosił pogląd, że należy malować to, co naprawdę artystę interesuje, Bevan stworzył wówczas serię obrazów z dorożkami.

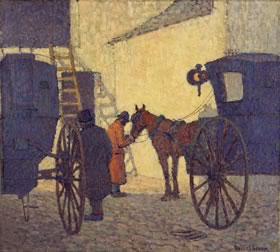
The Cabyard, Night (1910)

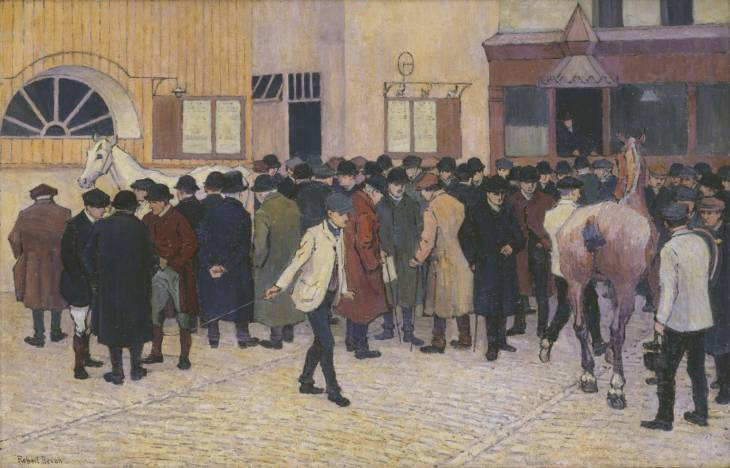
Horse Sale at the Barbican (1912)

W 1911 padł pomysł, aby założyć nowe ugrupowanie, które będzie skupiało część artystów z Fitzroy Street Group, w ten sposób powstała Camden Town Group. Grupa nie istniała długo, po trzech nieudanych finansowo wystawach właściciel Carfax Gallery odmówił dalszego wystawiania prac, poza obrazami wybranych twórców. W 1913 Contemporary Art Society na zlecenie Franka Ruttera zakupiło obraz Bevana „Dorożkarze nocą”. Jesienią 1913 William Marchant prowadzący Goupil Gallery zaproponował artystom powierzchnię wystawową pod warunkiem, że grupa twórców się rozszerzy i zmieni nazwę. W ten sposób powstała London Group, przewodniczącym został Harold Gilman, James Bolivar Manson sekretarzem, a Bevan skarbnikiem. Od kwietnia 1914 do września 1915 Robert Bevan wynajmował studio przy Cumberland Market w dzielnicy Camden Town, gdzie grupa malarzy określająca się jako „Cumberland Market Group” (Harold Gilman, Charles Ginner i John Nash) spotykała się w sobotnie popołudnia i wspólnie tworzyła. Ich prace zostały wystawione w Goupil Gallery w maju 1915. W późniejszym czasie dołączyli Edward McKnight Kauffer i Christopher Richard Wynne Nevinson. Do wybuchu I wojny światowej Bevan prowadził uregulowany cykl życia, wakacje spędzał w Polsce lub w Susseksie, a resztę roku w Londynie, po wybuchu wojny otrzymał zaproszenie od Harolda Harrisona, aby spędzić czas w Bolham na wzgórzach Blackdown Hills na granicy hrabstw Devon i Somerset. Od tego czasu do końca życia Robert Bevan powracał tam, aby malować pejzaże. W Londynie nadal tworzył sceny uliczne z okolic St John’s Wood i Belsize Park i cieszyły się one lepszym przyjęciem u krytyków niż pejzaże z Bolham. Po dwudziestoletniej przerwie powrócił do tworzenia litografii, które swoją dokładnością przypominały obrazy olejne. Po raz ostatni przebywał w Polsce w 1921, wtedy z rodziną odwiedził siostrę żony w Mydłowie. W 1922 Robert Bevan został członkiem New English Art Club, w tym czasie rozpoznano u niego nowotwór żołądka. Zmarł 8 lipca 1925 po operacji żołądka w wyniku komplikacji.

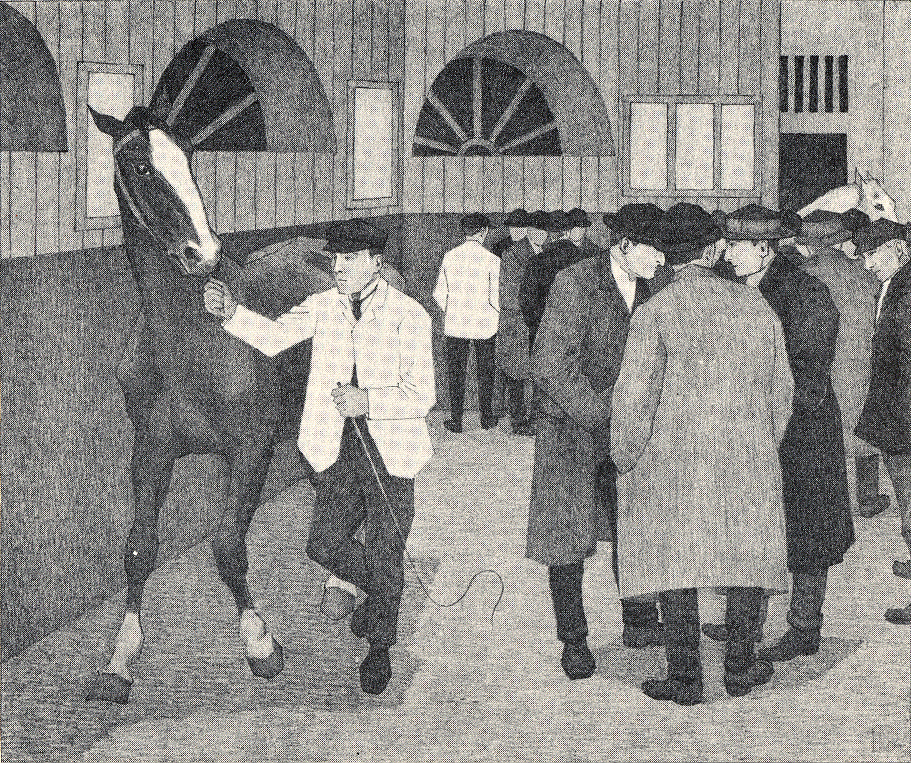
The Horse Mart (Barbican No. 2), litografia (1921)

Mimo ogromnego wkładu w sztukę brytyjską twórczość Roberta Bevana nie była doceniana do 1965, kiedy to w setną rocznicę urodzin artysty jego syn opublikował wspomnienia o ojcu i zorganizował szereg wystaw. Przedstawił artystę jako człowieka skromnego, powściągliwego i nieumiejącego wybić się do przodu. Opowiedział, że jego matka Stanisława de Karłowska-Bevan pozostawiła jemu i siostrze całą swoją spuściznę oraz tę część kolekcji dzieł ojca, której nie sprzedał i nie zniszczył za życia (Robert Bevan często niszczył niesprzedane prace). Swoją część spadku Robert Alexander Bevan przekazał w 1961 w depozyt do Ashmolean Museum w Oksfordzie, poza obrazami były tam litografie, grafiki i 27 ocalałych szkicowników.
Prawnukiem Roberta Bevana jest angielski historyk Patrick Baty.